# Psaume 95 (94)

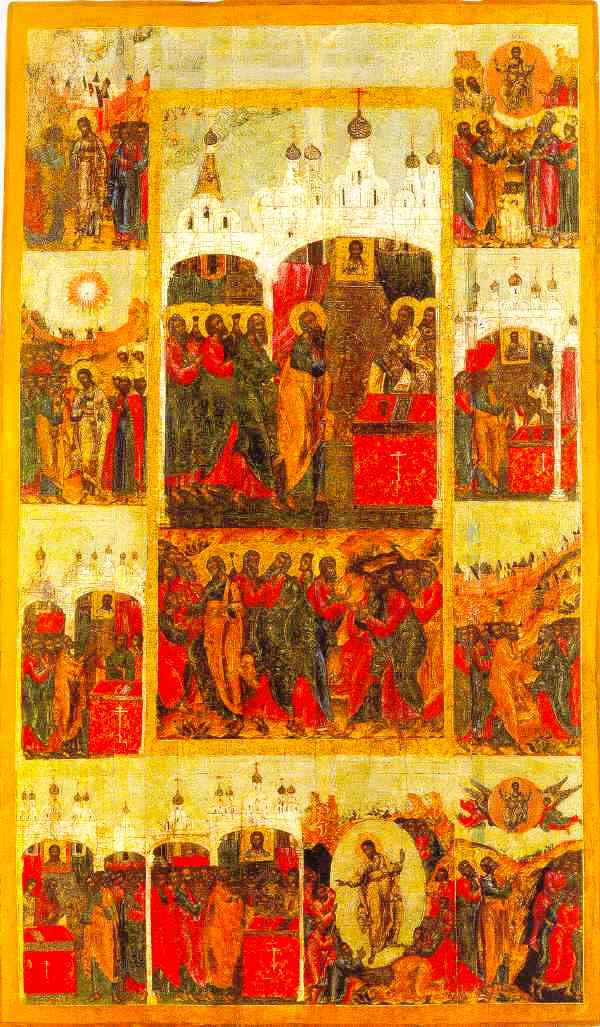
Psaume 95 (94). Moscou. 1668-1669

Le Psaume 95 (94 selon la numérotation grecque) est une partie du Livre des Psaumes. Il est l'un des Psaumes Royaux, le Psaume 93-99, louant Dieu en tant que Roi de Son peuple. Le Psaume 95 n'a pas d'auteur, mais Hébreux 4:7 l'attribue à David.

## Usages

### Judaïsme
- Paragraphe d'ouverture de Kabbalat Shabbat[1].
- Récité lors de Shabbat Hagadol[2].
- Les trois premiers versets font partie du psaume de la journée pour les Shir Shel Yom du mercredi, ce qui est principalement le psaume précédent[3]. C'est le seul jour de la semaine où la prière chantée du jour est composée sur des versets de plusieurs psaumes. Ces versets sont récités par la plupart des congrégations, en raison de leur message inspirant[4].

### Christianisme
Dans les Psautiers latins utilisés par la liturgie Romaine , il forme l'invitatoire qui est chantée quotidiennement avant les matines. Il peut être chanté en cantique dans les liturgies anglicane et luthérienne de la Prière du Matin, lorsqu'il est désigné par son incipit comme le Venite ou Venite, exultemus Domino (également Un Chant de Triomphe).

## Musique
Jean-Joseph Cassanéa de Mondonville, grand motet "Venite, exultemus" (composé avant 1740).
Henryk Mikołaj Górecki (le 6 décembre 1933 - le 12 novembre 2010) a utilisé le verset 6 dans son œuvre Euntes Ibant Et Flebant Op.32 pour chœur mixte a cappella (1972-1973). 